# Thomas Kemmerich
Thomas Karl Leonard Kemmerich, född 20 februari 1965 i Aachen i dåvarande Västtyskland, är en tysk jurist och liberal politiker tillhörande FDP. Från 5 februari till 4 mars 2020 var han förbundslandet Thüringens ministerpresident och delstatsregeringschef. Kemmerich efterträdde oväntat vänsterns Bodo Ramelow som ministerpresident, efter att CDU och Alternativ för Tyskland (AfD) valt att ställa sig bakom Kemmerichs kandidatur i den avgörande tredje omröstningen 5 februari 2020. FDP förfogade själva bara över 5 av 90 mandat, och valet kritiserades i breda kretsar i tysk offentlighet då man därmed använt det nationalkonservativa AfD som stödparti. Kemmerich meddelade med bakgrund av detta redan påföljande dag att han hade för avsikt att avgå genom nyval eller misstroendeförklaring, och satt kvar som expeditionsminister fram till Bodo Ramelows återval 4 mars.

## Biografi
Kemmerich avlade studentexamen vid Pius-gymnasiet i Aachen 1984 och studerade därefter handel och juridik. Han avlade juristexamen vid Bonns universitet 1989. Efter studierna slog han sig ned i Erfurt i det tidigare Östtyskland, i samband med Tysklands återförening, och bedrev där konsultverksamhet gentemot lantbruks- och hantverksföretag. Under 1990-talet omvandlade han tidigare statliga hantverksföretag i de nya förbundsländerna till en frisörkedja, Friseur Masson, där han från 2000 var styrelseordförande i det då bildade aktiebolaget. Sedan 2017 sitter han i ledningen för det då återuppståndna armbandsursmärket Uhrenwerk Weimar.
Kemmerich var ursprungligen verksam inom lokalpolitiken i Erfurt för FDP och valdes till gruppledare för FDP i kommunfullmäktige i Erfurt 2009. Samma år valdes han även in i Thüringens lantdag, där han var ledamot fram till dess att partiet åkte ur lantdagen 2014. 2015 valdes han till FDP-ordförande i Thüringens partidistrikt och från 2017 till 2019 representerade han FDP i Tysklands förbundsdag. Han lade ned sitt förbundsdagsmandat i samband med att FDP åter valdes in i lantdagen 2019. I februari 2020 valdes han av lantdagen till ministerpresident i Thüringen, med stöd av CDU och AfD.